# Список пенитенциарных учреждений Айовы
Список пенитенциарных учреждений Айовы составлен по материалам исправительного департамента штата, Федерального бюро тюрем, Бюро юридической статистики США и частных операторов тюрем.
По состоянию на конец 2011 года в пенитенциарных учреждениях штата содержалось 9116 заключённых (в 2010 году — 9455, в 2009 году — 8813). На начало 2013 года 44 % заключённых в тюрьмах штата были осуждены за преступления против личности, 22 % — за преступления, связанные с наркотиками, 18 % — за преступления против собственности, 16 % — за другие преступления. Исправительный департамент Айовы управляет 9 учреждениями. 
| Название учреждения                                                                        | Тип и режим учреждения                         | Месторасположение                             | Примечания |
| Тюрьма штата Айова (англ. Iowa State Penitentiary)                                         | Тюрьма штата максимального уровня безопасности | Форт-Медисон 40°37′57″ с. ш. 91°17′50″ з. д.  | Тюрьма открылась в 1839 году, вместимость — до 0,6 тыс. заключённых, имеются тюремная больница с блоком для психически больных, классы профессионально-технического образования, а также исправительный центр среднего уровня безопасности на 170 мест и два трудовых лагеря минимального уровня безопасности общей вместимостью 170 мест.                                                                 |
| Тюрьма штата Анамоса (англ. Anamosa State Penitentiary)                                    | Тюрьма штата максимального уровня безопасности | Анамоса 42°06′41″ с. ш. 91°17′26″ з. д.       | Тюрьма открылась в 1872 году, вместимость — более 0,9 тыс. заключённых, имеются сектор среднего уровня безопасности, религиозный центр, классы профессионально-технического образования. В подчинении тюрьмы также находится трудовой лагерь Ластер-Хайтс (Luster Heights) минимального уровня безопасности на почти 100 мест (округ Алламаки).                                                            |
| Исправительное учреждение Кларинды (англ. Clarinda Correctional Facility)                  | Тюрьма штата среднего уровня безопасности      | Кларинда 40°45′44″ с. ш. 95°02′14″ з. д.      | Тюрьма открылась в 1980 году, вместимость — 0,75 тыс. заключённых (учреждение специализируется на наркоманах, умственно отсталых, психически больных и осуждённых за сексуальные преступления), имеются сектор для осуждённых, которым в других учреждениях грозит насилие, промышленное производство, классы профессионально-технического образования и трудовой лагерь минимального уровня безопасности. |
| Исправительное учреждение Форт-Доджа (англ. Fort Dodge Correctional Facility)              | Тюрьма штата среднего уровня безопасности      | Форт-Додж 42°29′05″ с. ш. 94°11′38″ з. д.     | Тюрьма открылась в 1998 году, вместимость — до 1,2 тыс. заключённых, имеется промышленное производство. |
| Женское исправительное учреждение Айовы (англ. Iowa Correctional Institution for Women)    | Тюрьма штата среднего уровня безопасности      | Митчелвилл 41°39′49″ с. ш. 93°21′53″ з. д.    | Тюрьма открылась в 1982 году, вместимость — более 0,45 тыс. заключённых, имеются сектор минимального уровня безопасности, классы профессионально-технического образования. |
| Медицинский и классификационный центр Айовы (англ. Iowa Medical and Classification Center) | Тюрьма штата среднего уровня безопасности      | Коралвилл 41°42′48″ с. ш. 91°36′42″ з. д.     | Тюрьма открылась в 1969 году, вместимость — до 0,6 тыс. заключённых, имеются центр приёма и классификации, откуда осуждённые распределяются по другим учреждениям штата, психиатрический госпиталь на почти 200 мест, классы профессионально-технического образования. |
| Исправительное учреждение Ньютона (англ. Newton Correctional Facility)                     | Тюрьма штата среднего уровня безопасности      | Ньютон 41°37′42″ с. ш. 93°03′22″ з. д.        | Тюрьма открылась в 1963 году, вместимость — до 0,8 тыс. заключённых, также имеется сектор минимального уровня безопасности на 250 мест. |
| Исправительное учреждение Маунт-Плезанта (англ. Mt. Pleasant Correctional Facility)        | Тюрьма штата среднего уровня безопасности      | Маунт-Плезант 40°57′20″ с. ш. 91°32′09″ з. д. | Тюрьма открылась в 1977 году, вместимость — до 0,8 тыс. заключённых (учреждение специализируется на наркоманах и осуждённых за сексуальные преступления), имеются классы профессионально-технического образования, а также сектор для женщин на 100 мест. |
| Северо-Центральное исправительное учреждение (англ. North Central Correctional Facility)   | Тюрьма штата минимального уровня безопасности  | Роквелл-Сити 42°23′33″ с. ш. 94°36′20″ з. д.  | Тюрьма открылась в 1982 году, вместимость — до 0,25 тыс. заключённых, имеется большое подсобное хозяйство. |

|                |                      |
| Тюрьма Анамоса | Женская тюрьма Айовы |